# نهاد–مفعول–فعل
در گونه‌شناسی زبانی نهاد(فاعل)، مفعول، کارواژه(فعل) به گونه‌هایی از زبان می‌گویند که در آن، ترتیب اجزاء جمله به صورت "نهاد مفعول فعل" باشد. مانند:
کاوه، فریدون را دید.
نهاد(فاعل): کاوه
مفعول: فریدون
کارواژه(فعل): دید 
زبان‌هایی که دارای ساختار ترتیبی نهاد مفعول فعل هستند عبارت‌اند از فارسی، زبان‌های ترکی، کردی، لری، ارمنی، ژاپنی، کره‌ای، منچو، مغولی، آینو, نیوخ, یوکاگیر, ایتلمن، پشتو، بروشسکی, باسک, لاتین، بنگالی، برمه‌ای، تبتی، آمهاری, تیگرینیا, سومری، اکدی, ایلامی, هتیتی, هندی, اردو, پنجابی, ناواهو, هوپی, آیمارا, کچوآ, پالی, نپالی, تامیلی, سریلانکایی و اغلب زبان‌های هندی، و همه زبان‌های قفقازی.

## جستارهای مرتبط
- نهاد فعل مفعول